# Vincent Desportes
Pour les articles homonymes, voir Desportes.
Vincent Desportes, né le 24 février 1953 à Rennes, est un  général de division de la 2e section de l'armée de terre française.

## Biographie

### Jeunesse et études
Saint-Cyrien de la promotion Linares (1972-1974), il est issu de l'arme blindée et cavalerie. Sa carrière a alterné affectations en unités de combat, en états-majors et diverses activités opérationnelles.
Ingénieur, titulaire d'un diplôme d'études approfondies (DEA) de sociologie, d'un diplôme d'études supérieures spécialisées (DESS) d'administration des entreprises (CAAE), docteur en histoire, Vincent Desportes est aussi breveté de l'École supérieure de guerre et diplômé de l'United States Army War College, équivalent du Centre des hautes études militaires pour l'armée de terre des États-Unis.

### Parcours professionnel
Attaché militaire près l'ambassade de France aux États-Unis, puis conseiller défense du secrétaire général de la Défense nationale (SGDN), il est ensuite directeur du Centre de doctrine et d'emploi des forces (CDEF) jusqu'en juillet 2008.

### Parcours professoral
Vincent Desportes prend la tête du Collège interarmées de Défense (CID), de 2008 jusqu'à l'été 2010.
Il est professeur des universités associé à l'Institut d'études politiques de Paris et enseigne la stratégie à École des hautes études commerciales de Paris (HEC). Conférencier international, il s'exprime sur les thèmes de la géostratégie, de la stratégie et du leadership.

## Prises de position

### Liberté d'expression des officiers
Il publie dans sa collection de nombreux officiers de l'armée de terre, renouant avec une pratique autrefois courante, d'officiers écrivains, encore très vivace aux États-Unis. On peut citer dans cette génération d'officiers publiée chez Economica, des signatures militaires comme Michel Goya, Nicolas Le Nen, Benoît Durieux, Michel Yakovleff, Hervé de Courrèges, Emmanuel Germain ou des figures disparues, mais importantes comme David Galula, le « Clausewitz de la contre-insurrection » mort en 1968.
En juillet 2010, à la suite de la publication dans Le Monde d'un entretien sur la stratégie américaine en Afghanistan, le général de division Vincent Desportes est sanctionné par le chef d'État-Major des armées, l'amiral Guillaud, sur ordre du ministre de la Défense Hervé Morin, et quitte le ministère de la Défense. Pour l'économiste Jacques Sapir, le général Desportes ne prenait pas position sur la guerre elle-même ni sur les buts de guerre, qu’il soutient. Il ne prenait pas position sur la stratégie française, non plus. Il questionnait la stratégie américaine, ou plus exactement son ambivalence qui aboutit à une absence.
Après la publication d'un livre critique sur l'état du pays du général Bertrand Soubelet, l'ancien Premier ministre Alain Juppé affirme devant les étudiants de l’IEP de Bordeaux le 25 avril 2016 « Un militaire, c’est comme un ministre, ça ferme sa gueule ou ça s’en va… certes tous les militaires ont le droit de penser, mais il y a quand même des limites à ne pas dépasser »,. Cette déclaration conduit le général Desportes à lui adresser une lettre ouverte publiée en une du journal Le Monde, où il lui rappelle le rôle du militaire au sein de la nation et l’importance de son expression publique dans ses domaines d'expertise, ce qui ne remet pas en cause sa fidélité au pouvoir politique.
Lors de la crise politico-militaire du 14 juillet 2017 qui conduit à la démission du chef d'état-major des armées, le général Pierre de Villiers, Vincent Desportes défend vivement les armées et les militaires.

### Politique étrangère
En mai 2020, il appelle l'Union européenne à prendre ses distances vis-à-vis de l'OTAN et à ne plus s’aligner sur les États-Unis : « il est parfaitement déraisonnable pour l’Europe de lier son destin stratégique à une puissance dont les intérêts stratégiques sont de plus en plus divergents des siens ».
Invité à une conférence organisée en octobre 2022 par l'association pro-Kremlin Dialogue franco-russe, il y déroule selon StreetPress « un narratif complotiste sur la guerre en Ukraine » aux côtés des ex-officiers Jacques Hogard et Dominique Delawarde.

## Déroulement de carrière
- 1981-1983 : Commandant le  11eme et 3e escadron de cavalerie légère blindée au 1er régiment de spahis
- 1983-1984 : Officier supérieur adjoint du de2e régiment de Dragons.
- 1984-1986 : Instructeur à l’École nationale des sous-officiers d'active (ENSOA).
- 1986-1988 : Officier renseignement à l’état-major du 1er corps d'armée.
- 1988-1990 : Stagiaire à l'École supérieure de guerre.
- 1990-1992 : Chef du bureau opérations-instruction (BOI) du 6e régiment de dragons.
- 1992-1996 : Officier traitant à la direction du personnel militaire de l’armée de terre (bureau études générales)
- 1996-1998 : Commandant du 501e-503e régiment de chars de combat
- 1998-1999 : Stagiaire de l'United States Army War College, Carlisle, Pennsylvanie, États-Unis
- 1999-2000 : Chef de détachement de liaison terre à Fort Monroe, Virginie, États-Unis
- 2000-2003 : Attaché des forces terrestres près l’ambassade de France à Washington, États-Unis.
- 2003-2004 : Chef du Centre de réalisation et d’études doctrinales (CDES)
- 2004-2005 : Conseiller défense du Secrétariat général de la défense et de la sécurité nationale (SGDN)
- 2005-2008 : Commandant du Centre de doctrine d'emploi des forces
- 2008-2010 : Commandant le Collège interarmées de défense

## Décorations
- Officier de la Légion d'honneur
- Officier de l'ordre national du Mérite
- Chevalier de l'ordre des Arts et des Lettres
- Officier de la Legion of Merit (US)
- Meritorious Service (US)
- Médaille d'honneur de la Bundeswehr échelon or

## Publications

### Ouvrages
- Cavalerie de décision, ADDIM, 1998,  (ISBN 2-907-341847)
- Comprendre la guerre, Economica, 2000, 2e édition en 2001,  (ISBN 2-717-842861) 
 Prix Fréville de l'Académie des Sciences Morales et Politiques[16] 
 Prix Vauban de l'Association des Auditeurs de l'IHEDN[17]
- L'Amérique en Armes, Economica, 2002,  (ISBN 2-717-844341)
- Décider dans l'incertitude, Economica, 2004, 2e édition en 2007,  (ISBN 2-717-853359) 
 Version anglaise Deciding in the Dark, Economica, 2008,  (ISBN 2-717-855742)
- Introduction à la Stratégie, Economica, 2007,  (ISBN 2-717-854231) (avec Jean-François Phélizon)
- La guerre probable : penser autrement, Paris, Economica, coll. « Collection Stratégies & doctrines », 2007, 202 p. (ISBN 978-2-717-85504-3, OCLC 317464762, lire en ligne)
 Version anglaise Tomorrow’s War, Brookings Institution Press, 2009,  (ISBN 2-717-857184)
- Le piège américain : Pourquoi les États-Unis peuvent perdre les guerres d'aujourd'hui, Paris, Economica, 2011, 320 p. (ISBN 978-2-7178-5842-6)
- La dernière bataille de France : Lettre aux Français qui croient encore être défendus, Paris, Gallimard, 2015, 208 p. (ISBN 978-2-07-010691-2) - Prix Jacques-de-Fouchier 2016 de l’Académie française[18]
- Entrer en Stratégie, Robert Laffont, 2019, 157 p. (ISBN 978-2-221-22196-9, lire en ligne) - Prix littéraire de la Saint-Cyrienne 2020[19].
- Devenez leader, Paris, Odile Jacob, 2023, 248 p. (ISBN 978-2-415-00384-5, OCLC 1372582537)